# Hernán Carazo
Hernán Carazo (ur. 16 sierpnia 1955 w San José) – kostarykański biathlonista, uczestnik igrzysk olimpijskich w Sarajewie. Podczas igrzysk wziął udział w obu startach indywidualnych, czyli w sprincie oraz biegu indywidualnym. Sprintu jednakże nie ukończył, a w biegu indywidualnym zajął ostatnie, 61. miejsce, notując przy tym 11 niecelnych strzałów i ponad godzinę straty do złotego medalisty, Petera Angerera. Hernán Carazo jest jak do tej pory jedynym biathlonistą z Kostaryki, który wystąpił na igrzyskach olimpijskich.

## Osiągnięcia

### Zimowe Igrzyska Olimpijskie
| Rok  | Miejscowość | Konkurencje | Konkurencje | Konkurencje | Konkurencje | Konkurencje | Konkurencje | Konkurencje |
| Rok  | Miejscowość | IN          | SP          | PU          | MS          | RL          | MR          | SR          |
| ---- | ----------- | ----------- | ----------- | ----------- | ----------- | ----------- | ----------- | ----------- |
| 1984 | Sarajewo    | 61.         | DNF         | nd.         | nd.         | –           | nd.         | –           |